# Csidzse állomás
Csidzse (Jije) állomás a szöuli metró 1-es vonalának állomása Kjonggi (Gyeonggi) tartomány Phjongthek (Pyeongtaek) városában.

## Viszonylatok
| 1-es vonal                                           | 1-es vonal                              | 1-es vonal                                        |
| ---------------------------------------------------- | --------------------------------------- | ------------------------------------------------- |
| Szodzsong-ri (Seojeong-ri) Szojoszan (Soyosan ) felé | Kjongbu (Gyeongbu) szakasz személyvonat | Phjongthek (Pyeongtaek) Sincshang (Sinchang) felé |
| Korail                                               |                                         |                                                   |
| Szodzsong-ri (Seojeong-ri) Szöul felé                | Kjongbu (Gyeongbu) vonal                | Phjongthek (Pyeongtaek) Puszan (Busan) felé       |